# Жужанна Яноші-Немет
Жужанна Яноші-Немет (угор. Jánosi-Németh Zsuzsanna, нар. 19 січня 1963) — угорська фехтувальниця на рапірах, бронзова призерка Олімпійських ігор 1988 року, чемпіонка світу та Європи.

## Виступи на Олімпіадах
| Олімпіада      | Дисципліна           | Місце |
| -------------- | -------------------- | ----- |
| Сеул 1988      | індивідуальна рапіра | 4     |
| Сеул 1988      | командна рапіра      | 3     |
| Барселона 1992 | індивідуальна рапіра | 9     |
| Барселона 1992 | командна рапіра      | 7     |
| Атланта 1996   | індивідуальна рапіра | 11    |
| Атланта 1996   | командна рапіра      | 4     |